# 重兴乡 (黄平县)
重兴乡，是中华人民共和国贵州省黔东南苗族侗族自治州黄平县一个已撤销的乡。
2013年5月24日，贵州省人民政府批复同意撤销重兴乡，将其所辖行政区域划归重安镇。